# نيل أوسوليفان
نيل أوسوليفان (بالإنجليزية: Neil O'Sullivan)‏ هو محامي وسياسي أسترالي، ولد في 2 أغسطس 1900 في Toowong ‏ في أستراليا، وتوفي في 4 يوليو 1968 في سيدني في أستراليا. نشط حزبياً في الحزب الليبرالي الأسترالي. وقد انتخب عضو مجلس الشيوخ الأسترالي ‏ عن دائرة كوينزلاند (1 يوليو 1947 – 30 يونيو 1962).